# Adorján Jenő (szerkesztő)
Barátosi Adorján Jenő (Nagyenyed, 1894. szeptember 12. – Kolozsvár, 1976. szeptember 11.) magyar újságíró, szerkesztő.

## Életútja
A Bethlen Gábor Kollégium után Fiuméban a kereskedelmi tengerészeti akadémiát végezte el, s hajóskapitány lett. Hadi szolgálata után hazatérve a nagyenyedi Véndiákok Lapját szerkesztette (1925–28), majd a Kolozsvárt ismét megjelenő Ifjúság című folyóiratot, amelyet hamarosan be is olvasztott a Véndiákok Lapjába. Munkatársa volt a Pásztortűznek (1928-30). Kert- és mezőgazdasági kérdésekre szakosodva a kolozsvári Kertgazdaság és testvérlapja, a Grădina Mea kiadása és szerkesztése mellett számos napilapnál volt gazdasági munkatárs; tevékeny szerepet vállalt az állattenyésztés, gyümölcstermesztés és a virágkertészet népszerűsítésében (1931-51).